# MTK Budapest (basket-ball)
Le MTK Budapest (ex-BSE Budapest) est la section basket-ball féminin d'un club omnisports hongrois évoluant dans la ville de Budapest.

## Palmarès
- Vainqueur de la Coupe Ronchetti : 1983
- Finaliste de la Coupe d'Europe des clubs champions : 1979
- Finaliste de la Coupe Ronchetti : 1984, 1986

## Entraîneurs successifs
- Depuis ? : -

## Joueuses célèbres ou marquantes
- Judith Balogh
- Miljana Bojovic